# Liste der Biografien/Steink
Liste der Biografien |
Portal Biografien |
Personensuche
# |
A |
B |
C |
D |
E |
F |
G |
H |
I |
J |
K |
L |
M |
N |
O |
P |
Q |
R |
S |
T |
U |
V |
W |
X |
Y |
Z |
?
 
Sa |
Sb |
Sc |
Sd |
Se |
Sf |
Sg |
Sh |
Si |
Sj |
Sk |
Sl |
Sm |
Sn |
So |
Sp |
Sq |
Sr |
Ss |
St |
Su |
Sv |
Sw |
Sy |
Sz
 
Sta |
Ste |
Sth |
Sti |
Stj |
Stl |
Sto |
Str |
Sts |
Stt |
Stu |
Stv |
Stw |
Sty
 
Stea |
Steb |
Stec |
Sted |
Stee |
Stef |
Steg |
Steh |
Stei |
Stej |
Stek |
Stel |
Stem |
Sten |
Steo |
Step |
Ster |
Stes |
Stet |
Steu |
Stev |
Stew |
Stey |
Stez
 
Steib |
Steic |
Steid |
Steie |
Steif |
Steig |
Steij |
Steik |
Steil |
Steim |
Stein |
Steio |
Steir |
Steis |
Steit |
Steiw |
Steix
 
Steina |
Steinb |
Steinc |
Steind |
Steine |
Steinf |
Steing |
Steinh |
Steini |
Steink |
Steinl |
Steinm |
Steinn |
Steino |
Steinp |
Steinr |
Steins |
Steint |
Steinu |
Steinv |
Steinw
Die Liste der Biografien führt alle Personen auf, die in der deutschsprachigen Wikipedia einen Artikel haben. Dieses ist eine Teilliste mit 80 Einträgen von Personen, deren Namen mit den Buchstaben „Steink“ beginnt.

## Steink

### Steinka
- Steinkallenfels, Johann Philipp von und zum (1668–1752), Landkomtur des Deutschen Ordens
- Steinkamm, Armin A. (1940–2021), deutscher Rechtswissenschaftler
- Steinkamp, Fredric (1928–2002), US-amerikanischer Filmeditor
- Steinkamp, Günther (* 1935), deutscher Soziologe
- Steinkamp, Hermann (* 1938), deutscher römisch-katholischer Theologe
- Steinkamp, Joachim, deutscher Journalist, Erfinder des deutschen Phantasiejournalismus und Gründer der Wochenzeitung Neue Spezial
- Steinkamp, Lisa (* 1990), deutsche Leichtathletin
- Steinkamp, Maarten (* 1962), niederländischer Musikproduzent
- Steinkamp, Nadine (* 1976), deutsche Kanutin
- Steinkamp, Rudi (* 1938), deutscher Basketballfunktionär und -schiedsrichter
- Steinkamp, Volker (* 1961), deutscher Romanist
- Steinkamp, William (* 1953), US-amerikanischer Filmeditor
- Steinkampf, Heinz-Kurt (1915–1983), deutscher Politiker (SPD), MdA
- Steinkasserer, Alexander (* 1958), italienischer Immunologe und Hochschullehrer

### Steinke
- Steinke, Alfred (1881–1947), deutscher Eishockeyspieler
- Steinke, Christian († 2024), deutscher Regisseur und Drehbuchautor
- Steinke, Edith (* 1939), deutsche Tischtennisspielerin
- Steinke, Erika (1905–2005), deutsche Politikerin (CDU), MdL
- Steinke, Falko (* 1985), deutscher Volleyballspieler
- Steinke, Greg (* 1942), US-amerikanischer Komponist, Oboist und Musikpädagoge
- Steinke, Hubert (* 1966), Schweizer Medizinhistoriker
- Steinke, Jessica (* 1968), deutsche Theaterregisseurin
- Steinke, Jürgen (* 1949), deutscher Fußballspieler
- Steinke, Katrin (* 1961), deutsche Schauspielerin
- Steinke, Kersten (* 1958), deutsche Politikerin (Die Linke), MdB, MdL
- Steinke, Klaus (1942–2025), deutscher Slawist
- Steinke, Martin (1882–1966), deutscher Buddhist und Schriftsteller
- Steinke, Michael (* 1944), deutscher Regisseur und Kameramann
- Steinke, Oliver (* 1969), deutschsprachiger Schriftsteller und Autor
- Steinke, Philipp, deutscher Komponist, Liedtexter, Musiker und Musikproduzent
- Steinke, René (* 1963), deutscher Schauspieler
- Steinke, Ronen (* 1983), deutscher Journalist und BuchautorRonen Steinke (* 1983)

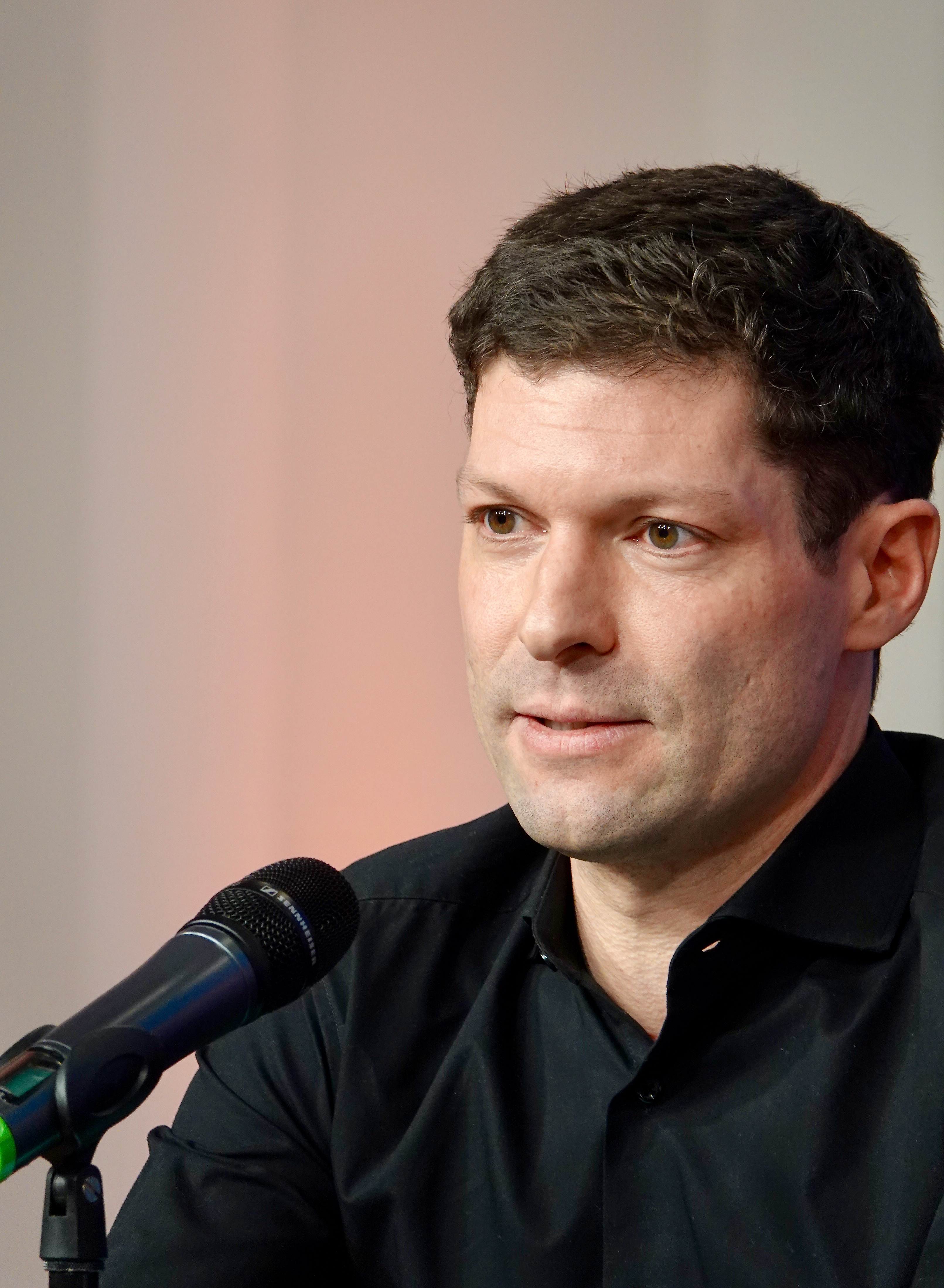
Ronen Steinke (* 1983)

- Steinke, Stefan (* 1973), deutscher Handballspieler
- Steinke, Udo (1942–1999), deutschsprachiger Schriftsteller
- Steinke, Ulrike (* 1975), deutsche Grafikerin
- Steinke, Willy (1908–1996), deutscher Politiker (SPD), MdBB
- Steinke, Wolfgang (* 1927), deutscher Funktionär (FDJ, SED)
- Steinkeller, Anton Abraham von (1714–1781), preußischer Generalmajor, Kommandant von Berlin, Amtshauptmann von Schlanstäde und Oschersleben
- Steinkeller, Friedrich-Carl von (1896–1981), deutscher Offizier, zuletzt Generalmajor im Zweiten Weltkrieg
- Steinkeller, Piotr, US-amerikanischer Assyriologe
- Steinkeller, Valentina (1880–1944), österreichische Steyler Missionsschwester und Märtyrin
- Steinkellner, Elisabeth (* 1981), österreichische Autorin für Kinder- und Jugendliteratur
- Steinkellner, Ernst (* 1937), österreichischer Tibetologe und Indologe
- Steinkellner, Günther (* 1962), österreichischer Politiker (FPÖ), Landtagsabgeordneter, JuristGünther Steinkellner (* 1962)

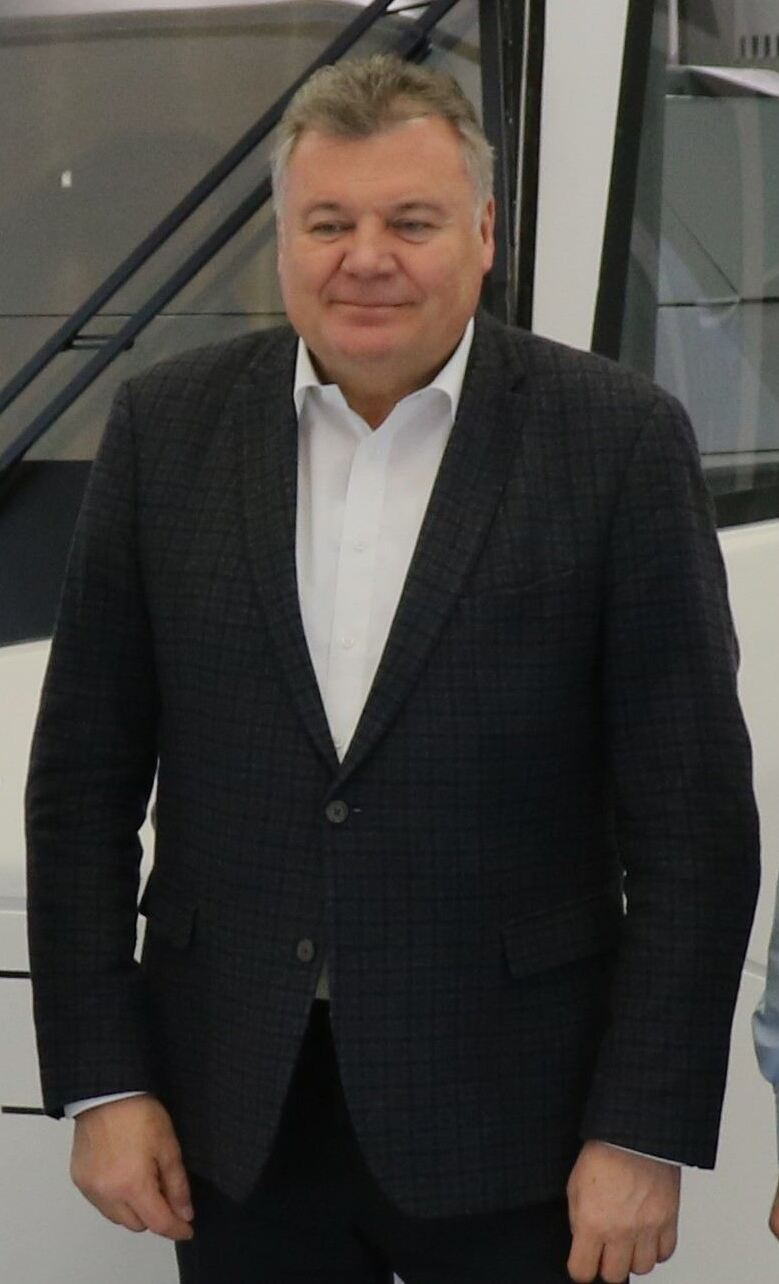
Günther Steinkellner (* 1962)

- Steinkellner, Jakob (* 1995), österreichischer Akkordeonist
- Steinkellner, Karl (1720–1776), österreichischer Philosoph, Jesuit und Hochschullehrer
- Steinkellner, Yannick (* 1992), österreichischer Autor, Lyriker und Slam-Poet

### Steinki
- Steinki, Josef (1889–1945), deutscher römisch-katholischer Geistlicher und Märtyrer
- Steinkirchner, Alfred (* 1956), deutscher Fußballspieler
- Steinkirchner, Werner (* 1960), deutscher Fußballspieler und -trainer

### Steinko
- Steinkogler, Gerhard (* 1959), österreichischer Fußballspieler
- Steinkogler, Josef (1954–2024), österreichischer Politiker (ÖVP), Landtagsabgeordneter, Mitglied des Bundesrates
- Steinkogler, Roman (* 1980), österreichischer Musiker, Musikproduzent, Songwriter und Pädagoge
- Steinkohl, Hans (1925–2003), deutscher Chirurg und Kommunalpolitiker
- Steinkopf, Carl Friedrich Adolf (1773–1859), deutscher evangelischer Geistlicher
- Steinkopf, Friedrich Wilhelm (1842–1911), deutscher Beamter, Oberbürgermeister von Mülheim am Rhein
- Steinkopf, Gottlob Friedrich (1779–1861), deutscher Landschaftsmaler
- Steinkopf, Johann Friedrich (1737–1825), deutscher Porzellanmaler, Tiermaler und Landschaftsmaler
- Steinkopf, Johann Friedrich (1771–1852), deutscher Buchhändler, Verleger und Antiquar
- Steinkopf, Leander (* 1985), deutscher Schriftsteller
- Steinkopf, Otto (1874–1941), deutscher Konteradmiral (Ing.) der Reichsmarine
- Steinkopf, Otto (1904–1980), deutscher Musiker und Erbauer historischer Holzblasinstrumente
- Steinkopf, Wilhelm (1879–1949), deutscher Chemiker
- Steinkopf, Willy (1885–1953), deutscher Politiker (SPD), MdR
- Steinkopff, Klaus-Christoph (* 1935), deutscher Generalmajor
- Steinkopff, Rudolf (1813–1888), anhaltischer Verwaltungsbeamter
- Steinkopff, Theodor (1870–1955), deutscher Verleger und Gründer des Verlags Theodor Steinkopff
- Steinkötter, Justin (* 1999), deutscher Fußballspieler

### Steinkr
- Steinkraus, Volker (* 1954), deutscher Arzt und Professor für Dermatologie
- Steinkraus, William (1925–2017), US-amerikanischer Springreiter
- Steinkrauß, Kurt (1915–2013), deutscher Mundartdichter
- Steinkrüger, Jürgen (1944–2019), deutscher Diplomat

### Steinku
- Steinkuhler, Dean (* 1961), US-amerikanischer American-Football-Spieler
- Steinkühler, Franz (* 1937), deutscher Gewerkschafter und ehemaliger Vorsitzender der IG MetallFranz Steinkühler (* 1937)

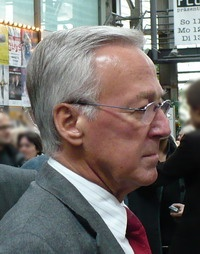
Franz Steinkühler (* 1937)

- Steinkühler, Horst (* 1936), deutscher Politiker (SPD), MdL
- Steinkühler, Kai Maria (1967–2021), deutscher Filmemacher, Drehbuchautor, Autor und Schauspieler
- Steinkühler, Martin (* 1973), deutscher Jurist, Richter am Bundesverwaltungsgericht (seit 2014)
- Steinkühler, Martina (1961–2024), deutsche Theologin und Autorin
- Steinkühler, Paul (1873–1959), deutscher Handwerkskammerpräsident
- Steinkühler, Theodor (1894–1921), deutscher Kunstmaler